# Antiblemma strigilla
Antiblemma strigilla är en fjärilsart som beskrevs av Achille Guenée 1852. Antiblemma strigilla ingår i släktet Antiblemma och familjen nattflyn. Inga underarter finns listade i Catalogue of Life.